# Unión del Pueblo Togolés
La Unión del Pueblo Togolés (en francés: Rassemblement du Peuple Togolais, RPT) fue el partido político gobernante de Togo desde su fundación en 1969 hasta su disolución en 2012. Fue fundado por el Presidente Gnassingbé Eyadéma, quien lo lideró hasta su muerte, siendo sucedido por su hijo, Faure Gnassingbé. La RPT mantuvo la hegemonía como partido único hasta 1991, cuando el país retornó al multipartidismo, aunque el partido continuó ganando las elecciones, siendo acusado con frecuencia de recurrir al fraude electoral generalizado para perpetuarse en el poder. En abril de 2012, el RPT fue disuelto y reemplazado por la Unión por la República, actual partido dominante del país.

## Historia
El partido fue fundado a finales de 1969 por Gnassingbé Eyadéma. La constitución de 1979 lo ratificaba como único partido legal del país. El presidente del partido era automáticamente jefe de Gobierno y Presidente de la República, siendo ratificado en un referéndum por los ciudadanos (en el cual, sin embargo, no se podía votar en contra). Después de 22 años de gobierno de partido único por el RPT, se llevó a cabo una Conferencia Nacional entre julio y agosto de 1991, estableciendo un gobierno de transición conduciendo a elecciones multipartidistas. A parte de la transición indicaba que el RPT debía ser disuelto y prohibido, lo que provocó una sublevación militar por parte de las facciones partidarias de Eyadéma, debiendo levantarse su prohibición. Desde entonces, el RPT continuó dominando la vida política del país.
En las elecciones parlamentarias celebradas el 27 de octubre de 2002, el partido ganó 72 de los 81 escaños en la Asamblea Nacional de Togo. Tras la muerte de Eyadéma en febrero de 2005, el RPT designó a su hijo, Faure Gnassingbé, como líder del partido y su candidato a la elección presidencial del 24 de abril de 2005, en la que obtuvo el 60,2% de los votos. El 9.º Congreso de la RPT se celebró en diciembre de 2006 y Solitoki Esso fue elegido Secretario General del partido por un período de tres años. El RPT ganó 50 de los 81 asientos de la Asamblea Nacional en las elecciones parlamentarias de octubre de 2007.